# Тодор Еврев
Тодор Илиев Еврев е български лекар, професор.

## Биография
Роден е на 12 април 1934 г. в с. Върбица, Преславско. Завършва средно образование като първенец на випуск в Пълно средно смесено училище „Христо Кърпачев“ (Ловеч) (1952) и висше образование по специалност „Медицина“ в София (1957). Специализира медицинска генетика в Копенхаген (1966) и имуногенетика в Москва (1969).
Работи като лекар в Ново село, Троянско, и завеждащ клинична лаборатория в Ловешката окръжна болница (1957 – 1961).
Кандидат на медицинските науки (1974) и доктор на медицинските науки (1984). Асистент (1961) и доцент (1982) в катедра „Биология“ на Медицинската академия, София. Старши научен сътрудник (1976). Професор във Висшия медицински институт, Стара Загора от 1986 г. Чете лекции в университетите на град Хараре и Дърбан (1987 – 1994).
Публикува научни трудове в областта на генетиката. Автор е на учебници по биология и медицинска генетика. Член на Международна асоциация по репродуктивна имунология (1979) и Международен организационен комитет по изоензими (1982). Участник в международни форуми, конгреси и семинари по генетика.
Автор на „Генетично инженерство вчера, днес и утре“, С., 1988 и лиричната стихосбирка „Животът дълъг като въздишка“, С., 2013.
Родство: баща Илия Еврев – български лекар и краевед, брат Петко Еврев – български архитект.